# Ma Barker
Kate "Ma" Barker (Ash Grove, 8 de outubro de 1873 - Ocklawaha, 16 de janeiro de 1935) foi uma notória criminosa estadunidense que viveu na época da chamada "Era dos Inimigos Públicos", fenômeno da Grande Depressão e que teve lugar na região do Meio-Oeste do país. Com a sua morte sendo bastante explorada pela imprensa sensacionalista, Ma Barker tornou-se "lenda" da crônica policial, se juntando nisso a Bonnie e Clyde e John Dillinger, outros malfeitores conhecidos da época.

## Biografia
Kate Barker nasceu em Ash Grove (Missouri), perto de Springfield e recebeu o nome de Arizona Donnie Clark. Seus pais eram cristãos conservadores que criaram os filhos respeitando os valores tradicionais e o trabalho duro. Em 1892, ela se casou com George Barker, com quem teve quatro filhos: Herman, Lloyd, Arthur e Fred. George Barker abandonou a família, logo após o nascimento do quarto filho. Kate Barker o considerava um "bêbado" que não trabalhava e que a abandonou. Kate teve que educar seus filhos sozinha, mas apesar disso, eles pouco a pouco foram se tornando delinquentes juvenis. Ma Barker frequentemente livrava seus filhos das condenações, intercedendo por eles a policiais e outros agentes do sistema de justiça.

## Controvérsia

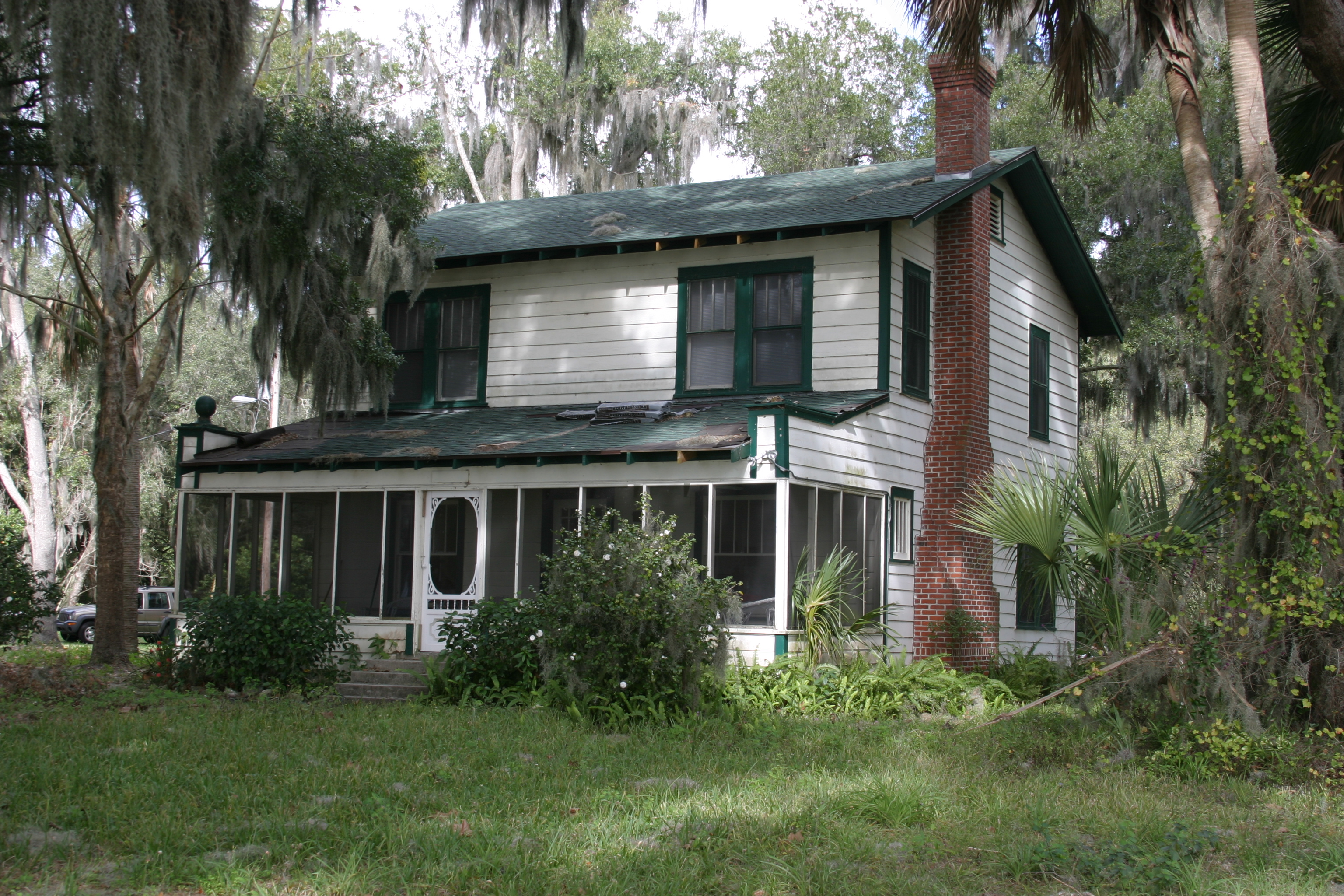
A casa na Flórida onde "Ma" e seu filho Fred morreram

Os filhos de Kate Barker formaram a quadrilha Barker-Karpis, foram autores de vários roubos, sequestros e outros crimes, cometidos entre 1931 e 1935. Kate Barker ajudou nas atividades do bando, mas sua imagem de líder e estrategista das ações criminosas parecem ser mito. Não existem provas da participação ativa de Kate em nenhum dos crimes da quadrilha. Sua ação consistia em oferecer abrigo aos quadrilheiros e disfarçar-se como uma inocente "mãe" com seus filhos. 
Muitos, inclusive o quadrilheiro Alvin Karpis, levantaram a hipótese de que o mito da "mãe criminosa" fora engedrado por J. Edgar Hoover e o FBI, para justificar a morte da anciã. Ma Barker morreu no tiroteio que aconteceu quando o FBI cercou a cabana em que ela e seu filho Fred se escondiam, localizada no Lago Weir, na região de Ocklawaha (Flórida), em 16 de janeiro de 1935. Fred Barker, que também morreu com os disparos, seria verdadeiramente o alvo do FBI.

## Cultura popular
- O mito de Ma Barker inspirou a novela de James Hadley Chase, "No Orchids for Miss Blandish" (1939), que mostra uma mãe com seus filhos mafiosos;
- A "verdadeira" história de Ma Barker foi contada pelo cinema no filme "Bloody Mama" (1970), dirigida por Roger Corman e com Shelley Winters no papel de Ma e o jovem Robert de Niro como Lloyd Barker;
- Há o seriado "Dick Tracy Returns" (1938), no qual aparece Pa Stark e seus filhos; e Mama Fratelli, em "The Goonies" (1985);
- O personagem cômico Ma Dalton da série de Lucky Luke, também foi inspirado na criminosa lendária;
- Outros personagens inspirados em Ma Barker: Ma Parker, inimiga do Batman na série dos anos 1960; e "Mãe Metralha", dos quadrinhos Disney dos Irmãos Metralha;
- A canção de 1977 do grupo Boney M, denominada "Ma Baker", faz referência à criminosa.[2]
- O nome da banda cristã americana de rock "Maylene and the Sons of Disaster" faz referência à lenda de Ma Barker.[3]